# 2021年9月

## 9月1日
- 尼日利亚扎姆法拉州一乡村小学有73名儿童遭到绑架。扎姆法拉州政府随后关闭所有公立学校，谨防袭击再次出现[1]。
- 希腊各地医护人员在医院前集会，抗议当局于当天起强制他们接种2019冠状病毒病疫苗，预计有1万人因该政策失业[2]。

## 9月2日
- 中华人民共和国主席习近平在中国国际服务贸易交易会上发表讲话，提出进一步深化“新三板”（即全国中小企业股份转让系统）改革，设立北京证券交易所[3]；中国证监会网站指出，新建立的北京证券交易所将平移自“新三板”精选层，维持“新三板”基础层、创新层与北京证券交易所的递进层次[4]。
- 瑞典流行乐团ABBA宣布新专辑《Voyage》及两首单曲，是该组合自1983年解散以来首度回归发行新作[5]。

## 9月3日
- 新西兰奥克兰一家Countdown超市（英语：Countdown (supermarket)）发生持刀伤人案（英语：2021 Auckland Countdown stabbing），6人受伤，其中3人伤势严重。嫌犯是伊斯兰国的斯里蘭卡裔追随者，他在案发现场被击毙[6]。
- 日本首相菅义伟宣布不竞逐连任，将在2021年自由民主黨總裁選舉前卸任[7]。
- 立陶宛宣布召回驻华大使迪亚娜·米凯维切涅，回应北京早前因应驻立陶宛台湾代表处设立召回驻立陶宛大使[8]。

## 9月5日
- 西非国家几内亚发生軍事政變，总统阿尔法·孔戴被扣押[9]。
- 日本东京国立竞技场举行2020年夏季残疾人奥林匹克运动会闭幕式，其中由中国代表团贏得最多面金牌[10]。

## 9月6日
- 塔利班攻占潘杰希尔山谷，2021年塔利班攻势告一段落，阿富汗实现统一[11]。
- 白俄羅斯裁定反政府示威領袖瑪麗亞·科列斯尼科娃違反國家安全法，判處11年有期徒刑[12]。
- 由俄羅斯經由波羅的海海底通往德國的北溪2號天然氣管道宣告鋪設完成，此為世界上最長的海底管道[13]。
- 義大利國家足球隊在2022年国际足联世界盃外圍賽連續贏得36場比賽，創下國際賽最長不敗紀錄[14]。

## 9月7日
- 比特币正式成為薩爾瓦多法定貨幣[15]。
- 塔利班组建政府内阁，穆罕默德·哈桑·阿洪德获提名为代總理，阿卜杜勒·加尼·巴拉达尔和阿卜杜勒·薩拉姆·哈納菲為副总理[16]。
- 墨西哥格雷罗州沿岸发生7.0级地震[17]。

## 9月8日
- 香港警務處國家安全處以拒绝在限期内递交运作资料为由，逮捕支联会副主席邹幸彤、常委梁锦威、邓岳君及陈多伟[18]。
- 陷入政变危机的几内亚被西非国家经济共同体暂停会籍，直至进一步通知[19]。
- 2021年摩洛哥大選進行投票[20]。
- 印度尼西亚丹格朗市监狱发生大火，造成至少44名囚犯死亡[21]。

## 9月9日
- 卡塔尔航空派出班机前往喀布尔国际机场记载撤离公民，是8月31日最后限期后首架撤侨航班[22]。
- 中国国家粮食和物资储备局首度宣布释放战略石油储备，缓解原材料价格上涨压力[23]。

## 9月10日
- 曾參與澳門回歸政權交接儀式的前葡萄牙總統逝世，終年81歲[24]。

## 9月11日
- 获奖名单公布，堕胎主題法国电影获最佳影片金狮奖。[25]
- 英国网球选手艾玛·拉杜卡努在美国网球公开赛女子单打决赛中击败加拿大选手莱拉·费尔南德斯，成为首位赢得大满贯冠军资格赛的选手。[26]
- 美国加利福尼亚北区联邦地区法院法官伊冯·冈萨雷斯·罗杰斯就Epic Games诉苹果公司案判下裁决，禁止苹果公司阻止手机游戏开发商将用户引导至第三方支付平台，并就此颁下禁令。[27]
- 秘鲁毛派反政府组织秘鲁共产党 (光辉道路)创办人阿维马埃尔·古斯曼在一家军方医院去世，享年86岁。[28]

## 9月12日
- 2021年澳门立法会选举投票举行，投票率創回歸後新低。[29]
- 一架Let L-410运输机在俄罗斯西伯利亚东南方紧急迫降，4名乘客死亡。[30]
- 俄罗斯选手丹尼尔·梅德韦杰夫在2021年美國網球公開賽男子單打比賽中直落三盘击败塞尔维亚选手诺瓦克·德约科维奇，赢得个人首个大满贯冠军。[31]
- 英国网球运动员获得2021年美国网球公开赛冠军，成为首位从资格赛打起的大满贯得主。[32]

## 9月13日
- 2021年挪威國會選舉進行投票。[33]
- 朝鮮中央通訊社確認試射搭載核彈頭的巡航導彈。[34]

## 9月14日
- 原定出席英国下议院招待会中国驻英国大使郑泽光被禁止进入英国议会，直至中国解除对英国议员及官员的制裁。[35]
- 蘋果公司發佈iPhone 13。[36]

## 9月15日
- 中华人民共和国第十四届运动会于陕西省西安市开幕。[37]
- 美國、英國和澳大利亚的領導人聯合宣佈成立「AUKUS」聯盟。[38]
- SpaceX發射靈感4號，為世界上首個全部由平民執行的宇宙軌道飛行任務。[39]

## 9月16日
- 中国四川省泸州市泸县发生MW6.0级地震，造成人员死伤。[40]
- 梵高博物馆展出梵高画作《在永恒之门》的手稿。[41]

## 9月17日
- 2021年俄羅斯國家杜馬選舉開始投票。[42]
- 中国神舟十二号载人飞船返回舱成功着陆，中国空间站首次载人任务取得成功。[43]
- 由于澳大利亚放弃与法国合作的核潜艇项目，转而加入AUKUS，法国宣布召回驻澳洲和美国的大使。[44]
- 统治阿尔及利亚长达二十年的前总统阿卜杜勒-阿齐兹·布特弗利卡在阿尔及尔逝世，终年84岁。[45]

## 9月18日
- 法国宣布被大火烧毁的巴黎圣母院将在2024年重新开放。[46]
- 亲特朗普的美国右翼团体在美国国会大楼前举行集会（英语：Justice for J6 rally），声援被捕的国会大厦暴动份子。美国国会警察在大楼外建立围墙并逮捕4人。[47]
- 塔利班政府将前政府的妇女事务部（英语：Ministry of Women's Affairs (Afghanistan)）改名为劝善惩恶部。[48]
- SpaceX的靈感4號成功於美國佛羅里達州海岸返回降落，為世界上首個成功完成並全部由平民執行的宇宙軌道飛行任務。[49]

## 9月19日
- 第73届黄金时段艾美奖頒獎典禮在美國舉行。[50]
- 2021年香港選舉委員會界別分組選舉舉行。[51]

## 9月20日
- 2021年加拿大聯邦大選進行投票。[52]
- 2021年俄羅斯國家杜馬選舉结果出炉，由执政党统一俄罗斯赢得最多议席。[53]
- 俄罗斯彼尔姆国立大学爆发大规模枪击案，至少造成8人死亡，28人受伤。[54]
- 上海合作组织接收伊朗为成员国，吸收沙特阿拉伯、埃及、卡塔尔为新的对话伙伴[55]。

## 9月21日
- 美国怀俄明州蒂顿县的死因裁判官裁定在大蒂顿国家公园发现遗骸死因为自杀。[56]
- 国际足协对匈牙利球迷在对阵英格兰比赛中的种族主义行为作出处罚，对匈牙利足球总会罚款21.6万美元，要求匈牙利国家足球队闭门举行接下来两场主场作战的世界杯预选赛。[57]

## 9月22日
- 澳大利亞維多利亞州發生震級5.8地震。[58]
- 乌克兰总统弗拉基米尔·泽连斯基的亲信谢尔希·谢菲尔在基辅郊区遭枪手暗杀未遂。[59]
- 一架从俄罗斯哈巴罗夫斯克机场起飞的安-26运输机在以600米超低空飞行时失踪，机上共载有6人。[60]

## 9月23日
- 前加泰隆尼亞政府主席卡萊斯·普吉德蒙被意大利當局拘捕。[61]
- 美国驻海地特使（英语：United States Special Envoy for Haiti）丹尼尔·路易斯·福特（英语：Daniel Lewis Foote）不满拜登政府驱逐海地非法移民，宣布辞职。[62]
- 美国田纳西州科利尔维尔（英语：Collierville, Tennessee）一家克罗格超市爆发枪击案（英语：2021 Collierville shooting），枪手杀害1人、打伤12人后吞枪自杀。[63]
- 墨西哥索诺拉州宣布同性婚姻法制化。[64]
- 欧洲委员会计划要求智能手机、平板电脑、相机、耳机、无线音箱和游戏掌机制造商统一采用USB-C接口。[65]

## 9月24日
- 中国科学院天津工业生物技术研究所突破二氧化碳人工合成淀粉技术，相关成果在学术期刊《科学》上发表。[66][67]
- 中国华为公司副董事长兼首席财务官孟晚舟与美国司法部达成暂缓起诉协议，被加拿大方面扣押将近三年的孟晚舟获释回到中国[68]；同时，被中方以间谍罪为由判刑的加拿大人康明凯和迈克尔·斯帕弗也被释放回国[69]。
- 中国人民银行将利用加密货币进行的金融交易及活动列作非法。[70]
- 伯恩茅斯大学研究团队发现在美国白沙国家公园发现的人类脚印可追溯到2.1万至2.3万年前的末次冰盛期，证明人类在美洲活动的最早时间比现在已知的时间点还要提前5000年。[71]
- 乍得軍事過渡委員會主席穆罕默德·代比任命臨時議會。[72]

## 9月25日
- 2021年中國國民黨主席選舉舉行，朱立倫當選第11任中國國民黨主席。[73]
- 美国蒙大拿州乔普林一辆美铁火车脱轨（英语：2021 Montana train derailment），3人死亡，50人受伤。[74]
- 2021年冰島議會選舉投票。[75]
- 朝鲜最高领导人金正恩胞妹金与正表示愿意在友好和睦的关系下，与韩国再度举行首脑会晤。[76]
- 有著32年歷史，長年舉辦六四燭光悼念集會等六四事件相關活動的香港市民支援愛國民主運動聯合會通過決議宣佈解散。[77]

## 9月26日
- 2021年德國聯邦議院選舉進行投票。[78]
- 秘鲁总理圭多·贝利多（英语：Guido Bellido）要求天然气钻探公司缴纳更多的税款，否则就收归国有。[79]
- 英国商務、能源和產業戰略大臣夸西·克沃滕将石油行业剔除出《1998年竞争法（英语：Competition Act 1998）》，方便石油公司协调交付石油产品，缓解抢购造成的石油危机。[80]
- 菲律宾西民都洛省发生5.7级地震。[81]
- 雅虎新闻指时任中央情报局局长迈克·蓬佩奥等人曾于2017年计划绑架或暗杀维基解密创办人朱利安·阿桑奇，原因是维基解密披露了大量有关中情局駭客軟體的文件（英语：Vault 7）。[82]
- 英国赛车手路易斯·汉密尔顿在2021年俄罗斯大奖赛上成为首位取得100次一级方程式赛车分站赛冠军的车手。[83]
- 瑞士舉行針對同性婚姻合法化及相關事項的公民投票，結果以64.1％的支持率通過。[84]
- 圣马力诺举行人工流产合法化公投，投票结果显示有多数人支持。[85]

## 9月27日
- 希腊克里特岛发生6.0级地震（英语：2021 Crete earthquake），至少1人死亡，12人受伤。[86]
- 巴布亚新几内亚布干维尔自治区的民众和总统伊斯梅尔·托罗阿马（英语：Ishmael Toroama）就独立公投一旦通过后首都选址进行磋商。目前首府位于布卡受内战影响，一直处于临时状态。目前呼声最高的地点是阿拉瓦。[87]
- 针对中国东三省近日出现的停电情况，国家电网公司表示会采取多项措施保障民生用电需求，尽可能避免拉闸限电。[88]

## 9月28日
- 日本首相菅义伟宣布30日全面解除全国所有地区的防疫紧急事态宣言。[89]
- 瑞典哥德堡一座公寓楼爆炸，25人受伤，其中4人重伤，当局循犯罪方向调查案件。[90]
- 厄瓜多尔瓜亚斯省滨海监狱（Penitenciaria del Litoral）发生暴动，24名囚犯遇害，48人受伤。[91]
- 美国国家航空航天局宣布首个特洛伊小行星空间探测器露西号将于10月16日在卡纳维拉尔角太空军基地发射。[92]
- 世界卫生组织委托第三方机构进行调查，证实该组织工作人员于2018年至2020年刚果民主共和国埃博拉疫情期间侵犯强奸妇幼。世卫总干事谭德塞就事件致歉。[93]

## 9月29日
- 岸田文雄在2021年自由民主黨總裁選舉中胜出，将担任第100任日本首相。[94]
- 泽西岛拒绝了75份法国渔船的捕鱼申请，再度挑起泽西岛对开海域捕鱼争端。此举令法国政府深感不满，表示会采取报复措施。[95]
- 美国财政部会同卡塔尔制裁涉嫌资助真主党的实体和个人，包括阿联酋房地产公司阿尔达资产（英语：Aldar Properties）及七名来自巴林、卡塔尔和沙特阿拉伯的人士。[96]
- 澳大利亚昆士兰州政府宣布将世界遗产湿热带地区的部分区域的土地所有权转交给库库亚兰吉（英语：Kuku Yalanji）土著，他们将和昆士兰政府共同管理相关地区。[97]
- 突尼斯总统凯斯·赛义德任命娜杰拉·布登·鲁姆赞（英语：Najla Bouden Romdhane）出任总理，是该国乃至阿拉伯世界首位女首相。[98]
- YouTube宣布封杀有关2019冠状病毒病疫苗的假消息。[99]
- 北京冬奥组委宣布不向境外观众出售北京冬奥会和冬残奥会门票。[100]

## 9月30日
- 迪拜举行2020年世博会开幕式，本届世博会吸引192个国家参加。[101]
- 塞尔维亚和科索沃达成和解协议，结束北科索沃示威活动（英语：2021 North Kosovo protests）。[102]
- 德国警方逮捕了一名躲避司法审判的96岁妇女，她于第二次世界大战期间在施图特霍夫集中营担任打字员，协助纳粹党卫军杀害数千人。[103]
- 埃塞俄比亞部分地區舉行2021年埃塞俄比亚大选投票。[104]
- 美国总统乔·拜登签署一项法案，额外向政府拨款，帮助政府渡过停摆危机。[105]
- 法国轻罪法院（英语：Tribunal correctionnel）就挪用2012年总统选举资金案，判处前总统尼古拉·萨科齐1年监禁。他将在家佩戴电子脚镣服刑。[106]